# George Forrester (cầu thủ bóng đá, sinh năm 1927)
George Larmouth Forrester (8 tháng 6 năm 1927 ở Hednesford – 25 tháng 9 năm 1981 ở Reading) là một cựu cầu thủ bóng đá người Anh.  Các câu lạc bộ đã thi đấu bao gồm Reading và Gillingham, nơi ông có hơn 100 lần ra sân tại Football League.